# Classe Rio Tocantins
A classe Rio Tocantins consiste em quatro navios (Rio Tocantins, Rio Xingu, Rio Solimões e Rio Negro). A origem desta classe se deu com o relatório do Estudo de Exequibilidade realizado pelo Centro de Projetos de Navios. Este relatório apresentou a necessidade da aquisição de mais navios com o objetivo de realizar levantamentos hidrográficos, provendo as especificações. Todos os navios desta classe foram nomeados em homenagem a rios brasileiros e são destinados ao monitoramento da Bacia do Amazonas, estando subordinados à Diretoria de Hidrografia e Navegação (DHN). Estes navios foram construídos pela INACE, com a encomenda ocorrendo em 26 de maio de 2011. Todos os navios foram concluídos e estão em serviço ativo desde 2011/2012.